# جون هيرد (مبارز بالسيف)
جون هيرد (بالإنجليزية: John Hurd)‏ هو مبارز بالسيف أمريكي، ولد في 2 يوليو 1914 في ساكرامنتو في الولايات المتحدة، وتوفي في 6 سبتمبر 2001 في سان أنطونيو في الولايات المتحدة.

## وصلات خارجية
- جون هيرد على موقع أوليمبيديا (الإنجليزية)